# Euxoa cicatricosa
Euxoa cicatricosa là một loài bướm đêm thuộc họ Noctuidae. Nó được tìm thấy ở phía nam miền trung Saskatchewan phía tây đến miền nam interior British Columbia; phía nam đến miền nam California, Arizona, New Mexico và phía tây Texas; phía đông đến miền tây Nebraska và North Dakota.
Sải cánh dài 29–32 mm. Con trưởng thành bay vào tháng 8 đến tháng 9. Có một lứa một năm.